# Mamonas
Mamonas är en kommun i Brasilien.   Den ligger i delstaten Minas Gerais, i den östra delen av landet, 500 km öster om huvudstaden Brasília. Antalet invånare är 6 321.
Omgivningarna runt Mamonas är huvudsakligen savann. Runt Mamonas är det ganska glesbefolkat, med 22 invånare per kvadratkilometer.